# Charles Calmeyn
Charles Calmeyn (Brugge, 20 oktober 1873 - ) of Karel Calmeyn was een Belgisch kunstschilder, die werd gerekend onder de schilders van de zogenaamde Brugse School.

## Levensloop
Calmeyn, zoon van François Calmeyn, behoorde tot de familie van de Brugse behangers Calmeyn. Hij volgde de lessen aan de Academie voor Schone Kunsten Brugge, aan de Koninklijke Academie voor Schone Kunsten van Antwerpen en aan het Hoger Instituut voor Schone Kunsten in deze stad. Hij trouwde met Emma Verschaffel. Het echtpaar ging zich na 1920 in Brussel vestigen. Ze hadden een dochter, Elza, die trouwde met de Aalstenaar Jozef Crick.
Hij was een veelzijdig kunstenaar die schilderde en vooral graveerde. Hij maakte portretten en landschappen en ontwierp kunstaffiches. Hij maakte stadsgezichten van Brugge en Mechelen en van het kasteel van Laarne.